# La peste (serie televisiva)
La peste è una serie televisiva storica spagnola ideata da Alberto Rodríguez Librero e Rafael Cobos López, pubblicata dal 2018 da Movistar+.
La serie è ambientata nel XVI secolo a Siviglia durante la diffusione della peste bubbonica. Prima ancora del suo debutto, avvenuto il 12 gennaio 2018 sul servizio VOD di Movistar+, il 30 settembre 2017 è stata rinnovata per una seconda stagione.

## Episodi
| Stagione         | Episodi | Pubblicazione Spagna | Prima TV Italia |
| ---------------- | ------- | -------------------- | --------------- |
| Prima stagione   | 6       | 2018                 | inedita         |
| Seconda stagione | 6       | 2019                 | inedita         |